# Android Ice Cold Project
Android Ice Cold Project (englisch; kurz: AICP) ist ein Open Source Android-Custom-ROM, eine Firmware von Drittanbietern, die sich durch eine Reihe von Funktionen von anderen Custom-ROMs unterscheidet.

## Geschichte
Das AICP startete im Jahr 2012 auf Basis von Android Open Kang Projekt auf einem HTC Desire HD und hat sich seitdem zu einem ausgereiften ROM mit einer großen Community entwickelt. Bei Android 5.0 (Lollipop) wechselte das Custom-ROM die Basis und basierte AICP auf CyanogenMod/LineageOS. Nachdem für Android Pie auf „Ground Zero Open Source Project“ (GZOSP) gewechselt worden war, liefert AOSP seit Android Q die Grundlage für LineageOS.

## Besondere Funktionen
- Individualisierbarer Sperrbildschirm
- Erweiterbares Power-Menü
- Tasten individuell belegbar[2]
- Batterieoptimierung für Google Dienste
- Bootanimation ändern möglich
- Over-the-Air-Updates
- SELinux Modus ändern
- Smartbar
- OmniSwitch
- OmniJaws (QS Wetter & Wetter in der Statusleiste)
- Nutzung von microG (freie Nachbildung der Google-Play-Dienste) möglich, da Signatur Spoofing unterstützt wird.
- und vieles mehr[3][4][5]